# 8125 Tyndareus
8125 Tyndareus este o planetă minoră (asteroid), cu un diametru de 27,088 km, din Asteroid troian al lui Jupiter. A fost descoperită pe 30 septembrie 1973 la Observatorul Palomar de Cornelis Johannes van Houten și a fost numită după Tyndareos. 
Obiectul prezintă o orbită caracterizată de o semiaxă mare de 5,1861708 UAi, o excentricitate de 0,046, o înclinație de 13,1161 ° în raport cu ecliptica.